# Anton Ramovš
Anton Ramovš, slovenski geolog in paleontolog, * 17. december 1924, Dolenja vas, Železniki, † 1. maj 2011.

## Življenje in delo
Rodil se je 17. decembra 1924 v Dolenji vasi v Selški dolini, gimnazijo je obiskoval najprej v Šentvidu in kasneje v Kranju, kjer je leta 1946 maturiral. Po maturi se je vpisal na študij geologije in paleontologije na ljubljanski univerzi, ki ga je zaključil leta 1950.
Po končanem študiju se je zaposlil kot asistent ljubljanske univerze. Doktoriral je leta 1956. Na univerzi je napredoval do rednega profesorja leta 1970. Predaval je in deloma vodil vaje iz paleontologije, stratigrafije paleozoika in mezozoika, geologije Jugoslavije, geološkega kartiranja, in osnov geologije za geografe. Napisal je univerzitetna učbenika za paleontologijo in splošno geologijo za geografe in biologe. Sestavil je edinstveno stratigrafsko zbirko, ki je še danes koristen pripomoček študentom geologije. 
Vrsto let je bil predstojnik Katedre za geologijo in paleontologijo. Bil je mentor 40. diplomantom, 10. magistrom in 11. doktorjem geologije. 
Raziskovalno je deloval na področju stratigrafije in paleontologije paleozoika in triasa na celotnem prostoru Slovenije. Svoje znanje je izpopolnjeval na univerzah v Gradcu in na Dunaju, v letih 1962-63 je bil  kot Humbaldtov štipendist na univerzi v Tübingenu in v Britanskem muzeju v Londonu. 
Na različnih evropskih geoloških srečanjih je predaval o svojih geoloških raziskavah. Njegov opus obsega blizu 300 objavljenih del v domači in tuji strokovni in poljudni periodiki. 
Leta 1962 je dobil Levstikovo nagrado za poljudno pisanje, skupaj s prof. Vando Kochansky Devidé je leta 1966 prejel nagrado sklada Borisa Kidriča. Leta 1975 je dobil nagrado Borisa Kidriča za življenjsko delo in bil odlikovan z redom dela z zlatim vencem, leta 1984 je prejel Grošljevo plaketo, red zaslug za narod s srebrnimi žarki je prejel leta 1989, leta 1994 je postal zaslužni profesor ljubljanske univerze, prejel je plaketo Žige Zoisa in Jesenkovo priznanje. 
Svoje prispevke je objavljal v raznih domačih in tujih revijah (Geologija, Geological Magazine, Razprave SAZU, Proteus) in zborniku Loški razgledi. Ukvarjal se tudi z geološkim in petrografskim kartiranjem za potrebe kmetijstva in gozdarstva. Izdal pa je tudi veliko samostojnih publikacij.